# 迪爾克里克鎮區 (堪薩斯州菲利普斯縣)
迪爾克里克鎮區（英語：Deer Creek Township）為美國堪薩斯州菲利普斯縣轄下的鎮區。2010年美国人口普查中該鎮區人口有66人。

## 地理
迪爾克里克鎮區涵蓋總面積為92.42平方（35.68平方英里）。

## 人口統計
根據2010年美國人口普查，迪爾克里克鎮區人口有66人，住房42戶，人口密度為0.71人/每平方公里。此鎮區居民之種族中，白人佔100%，非裔美國人佔0%，美洲原住民佔0%，亞裔美國人佔0%，太平洋島裔美國人佔0%，其他種族佔0%，混血種族則佔0%。而西班牙裔或拉丁裔美國人佔此鎮區人口的0%。

## 交通

### 主要公路
- 9號堪薩斯州州道